# Курбанов, Рахманкул Курбанович
Рахманку́л Курба́нович Курба́нов (узб. Rahmonqul Qurbonov; 12 (25) июля 1912, с. Карабаг, Бухарский эмират, Российская империя — 9 июня 2012, Ташкент, Узбекистан) — советский узбекский государственный и партийный деятель. Председатель Совета министров Узбекской ССР (1961—1971).

## Биография
Родился в селе Карабаг Бухарского эмирата (ныне а составе Камашинского района Кашкадарьинской области Узбекистана), в семье зажиточного дехканина. По национальности узбек.

### Образование
С августа 1933 по 1937 — студент Бухарского педагогического института. 
В 1949 окончил Высшую партийную школу при ЦК ВКП(б).
В 1966 защитил диссертацию на соискание учёной степени кандидата экономических наук. Тема диссертации: «Материально-техническая база колхозного производства: на примере Андижанской области Узбекской ССР».

### Трудовая деятельность
С июля 1926 г. секретарь сельсовета в с. Карабаг (Яккабагский район). С августа 1928 по 1931 год учился в Каршинском педтехникуме, затем работал в Яккабагском районе:
- июль 1931 — июль 1932 гг.— учитель и инспектор (методист) районного отдела народного образования (районо).
- июль 1932—1933 гг. — секретарь Яккабагского райкома ЛКСМ Узбекистана.

После окончания пединститута в 1937 году работал там же научным сотрудником.
В 1938—1942 гг. на педагогической работе:
- 1938—1939 гг. — заведующий учебной частью (заместитель директора) педучилища № 17 г. Карши Бухарской области.
- июль 1939 — февраль 1941 года — заведующий Каршинским гороно.
- февраль 1941 — декабрь 1942 года — заведующий Сурхандарьинским облоно.

С 1942 года на партийной работе:
- декабрь 1942 — февраль 1943 гг. — второй секретарь Термезского райкома КП(б) Узбекистана (Сурхандарьинская область).
- февраль — июнь 1943 г. — первый секретарь Кашкадарьинского обкома ЛКСМ Узбекистана.
- июнь 1943 — октябрь 1946 гг. — третий секретарь Кашкадарьинского обкома КП(б) Узбекистана.
- октябрь 1946—1949 гг. — слушатель ВПШ при ЦК ВКП(б).
- июль 1949 — январь 1951 гг. — первый секретарь Чинабадского райкома КП(б) Узбекистана (Андижанская область).
- январь 1951 — январь 1952 гг. — первый секретарь Избаскенского райкома КП(б) Узбекистана (Андижанская область).
- январь 1952 — январь 1956 гг. — первый секретарь Кашкадарьинского обкома КП Узбекистана.
- январь 1956 — сентябрь 1961 гг. — первый секретарь Андижанского обкома КП Узбекистана.

С 27 сентября 1961 по 20 февраля 1971 года Председатель Совета Министров Узбекской ССР.
В 1971—1975 годах — первый заместитель министра совхозов Узбекской ССР. C марта 1975 — персональный пенсионер союзного значения.
В мае 1975 года арестован и в 1976 году приговорён к 8 годам заключения за взяточничество и служебные злоупотребления.
В 1978 году исключён из партии решением КПК при ЦК КПСС.
- Указом Президиума Верховного Совета СССР от 13 октября 1977 освобождён от отбытия наказания.
- 30 июля 1979 года Верховным Судом Узбекской ССР полностью реабилитирован.

С 1979 — 1-й заместитель директора треста «Каршицелинхлопок» управления «Каршистрой».
- Член ВКП(б) с июля 1940 года. Кандидат в члены ЦК КПСС (1961—1971).
- Депутат Верховного Совета СССР 4—8-го созывов (1954—1978).

## Семья
- Жена — Амина Абдуллаева, прямой потомок Саманидов, дочь Муфтия Бухарского эмирата.
- Дети — Лидия (1945 г. р.), Бахтияр (1955), Фируза (1958), Фазилат (21.02.1960 — 09.02.1989, преподаватель кафедры иранской филологии факультета восточных языков Ташкентского государственного университета).